# Carl Koldewey
Pour les articles homonymes, voir Koldewey.
Carl Koldewey, né le 26 octobre 1837 à Bücken près de Hoya en Allemagne et mort le 17 mai 1908 à Hambourg est un explorateur polaire prussien. 

## Biographie
Après ses études, il suit une formation d'officier de marine puis étudie ensuite à Göttingen les mathématiques, la physique et l'astronomie. 
À la demande d'August Peterman, il conduit en 1868 sa première expédition polaire en tant que capitaine du navire Groenland. Il devait, soit avancer le long de la cote est du Groenland le plus au nord qu'il pouvait, soit contourner le Spitzberg pour atteindre la terre de Gillis. Des conditions défavorables et la présence des glaces ne lui permirent pas d'atteindre ces deux objectifs ; après être monté près du Spitzberg, jusqu'à la latitude de 81°5' nord, il dut faire demi-tour. 
En 1869 et 1870 il est responsable, en tant que capitaine du Germania, d'une autre expédition vers le Groenland et l'océan arctique qui avait pour objectif de pénétrer dans la région centrale arctique. L'expédition, qui avait à sa disposition le vapeur à hélice Germania et le voilier Hansa dirigé par le capitaine Paul Hegemann comprenait six scientifiques : C. Boergen (astronome et physicien), Ralph Copeland (astronome et physicien), Adolf Pansch (zoologue, naturaliste et médecin) et Julius von Payer, topographe ; sur le Hansa se trouvaient R. Buchholz (médecin et zoologue) et le géologue G. C. Laube.
L'expédition quitta Bremerhaven le 15 juin 1869. Dès le 20 juillet les deux navires furent séparés l'un de l'autre : la coque du Hansa fut écrasée le 19 octobre 1869 par la glace, l'équipage se réfugia sur une plaque de glace, tandis que le Germania atteignait l'île Sabine le 5 août 1869. En partie par bateau et canots, en partie à l'aide de traîneaux, ils réussirent à dresser le contour de la côte entre les latitudes 73° et 77° nord, complétant les travaux de l'expédition Sabine de 1823. 
En progressant vers le pôle nord, le Germania réussit à remonter jusqu'à la latitude de 75°30' N atteinte le 14 août, dans le nord-ouest de l'île Shannon, où la banquise compacte l'obligea à faire demi-tour. 
Payer réalisa une reconnaissance de l'île Shannon, les astronomes effectuèrent des mesures du degré (sans doute pour des calculs d'aplatissement des pôles) sur cette île. Du 27 août 1869 au 22 juillet 1870, un hivernage fut organisé sur l'île Sabine. En se déplaçant sur des traîneaux, l'expédition s'enfonça plus profondément vers l'intérieur du Groenland : non seulement les îles et les côtes furent explorés mais des études de tous types furent entreprises qui donnèrent une vue d'ensemble sur la nature du grand glacier et des Alpes du Groenland. L'événement le plus marquant et l'exploit géographique le plus remarquable de l'expédition furent la découverte et l'étude du Fjord « Kaiser-Franz-Joseph ». 
La station Koldewey, une station de recherche allemande, située à Ny-Ålesund au Spitzberg, tire son nom de l'explorateur. Elle est gérée par l'Institut Alfred.